# آبشار وست ایروکویا
آبشار وست ایروکویا (به انگلیسی: West Iroquoia Falls) آبشاری است که در همیلتون (انتاریو)، کانادا واقع شده و ارتفاع کلی ریزشگاه آن ۲۲ متر (۷۲ فوت) است.